# Strictly Berlin
Strictly Berlin ist eine Ausstellungsreihe zu Berliner Medienkunst, die 2006 von Heiko Daxl und Ingeborg Fülepp in Zusammenarbeit mit Noam Braslavsky in der Galerie der Künste (GdK) in Berlin gegründet wurde.
Diese Ausstellungen versammeln eine Vielzahl paralleler Arbeitsansätze, die sich in verschiedenen Ausdrucksformen äußern. Es lässt sich in Berlin feststellen, dass eine Formulierung ähnlicher Anliegen alle Kunstbereiche wie die Musik, die Bildende Kunst, den Film, das Theater und die Performance durchdringt. Kunstschaffende nicht nur aus Deutschland, sondern aus vielen Ländern haben, zumindest zeitweise, in Berlin eine Heimat. Das Anliegen von Strictly Berlin ist, deren Arbeiten ein Forum zu bieten. Dieses Konzept ist so gut oder so schlecht wie jedes andere auch. Es geht nicht um Bebilderungsträume von Kuratoren, sondern um die Zuversicht, dass Künstler wegen etwas Größerem als ihrer Unterschiede vereint sind.
Ihr Ziel ist nicht die Scheinreproduktion von Wirklichkeit, sondern die Loslösung der abgebildeten Wirklichkeit aus üblichen Bedeutungskontexten und Zeitzusammenhängen und deren Sinnstiftung in neuen Kombinationen. Nicht die Kopie der Realität, sondern Begriffe der Wirklichkeit, wo sich eine Interpretation als nur eine Möglichkeit unter vielen erweist. Die Möglichkeit des Nacherzählens ist selten auf diese Ausdrucksformen anwendbar und mit der Nennung von Erkanntem kommt man in der Regel auch nicht weiter. Der Betrachter muss über sich selbst und seine eigenen Erfahrungen nachdenken, erst dann stellt sich die Lust beim Betrachten ein, ohne Garantie jedoch, das Geheimnis vollständig zu lüften. (Heiko Daxl)
Strictly Berlin findet jährlich in Berlin statt.